# Utricularia purpurea
Utricularia purpurea (пухирник пурпуровий) — вид рослин із родини пухирникових (Lentibulariaceae).

## Біоморфологічна характеристика

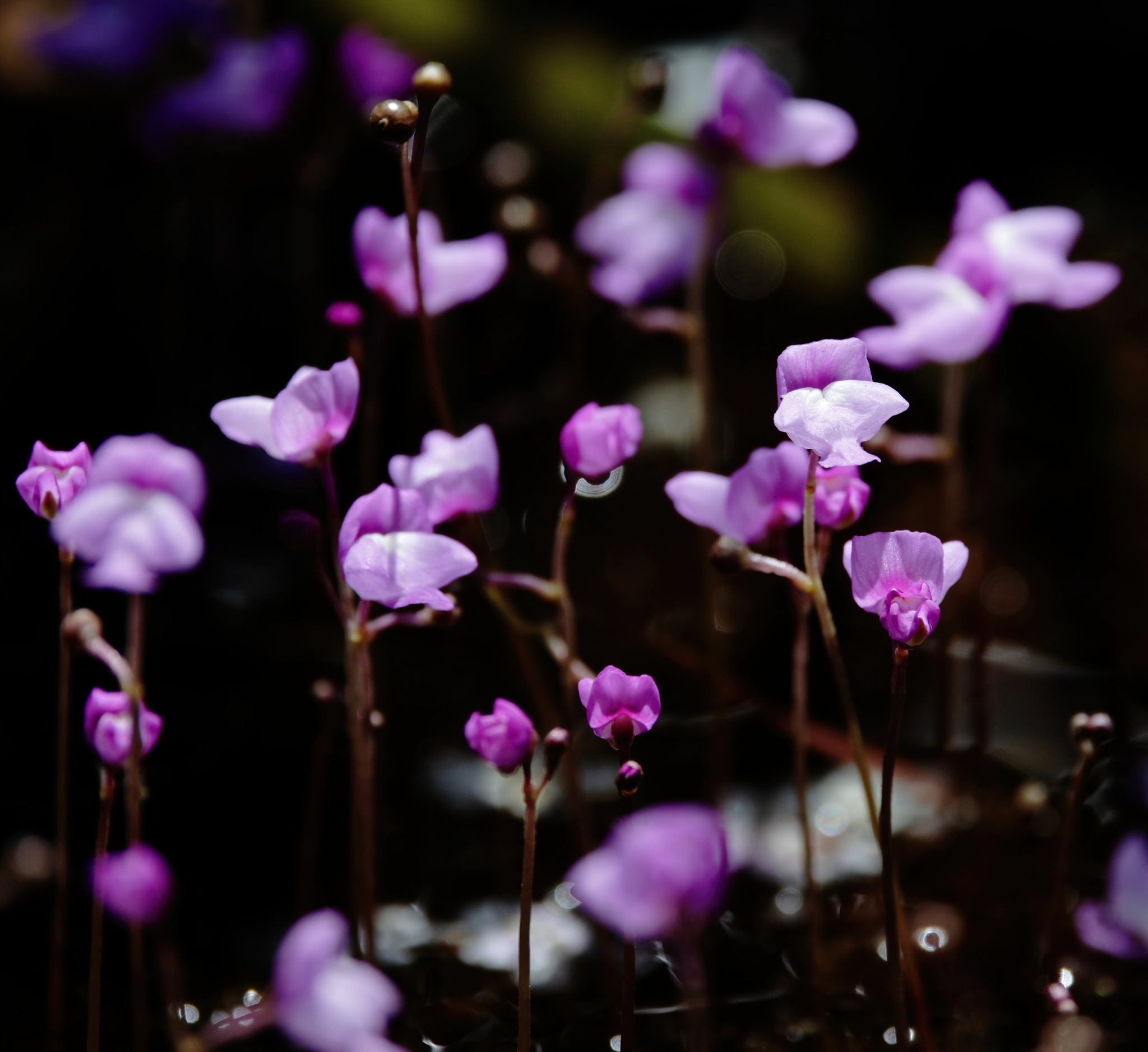

Однорічна чи багаторічна рослина. Квітки блідо-пурпурові з двома губами. Верхня губа має фіолетове пляма в центрі, а нижня губа має білу пляму з яскраво-жовтим центром. Квіти виростають приблизно до 1.3 см у довжину, розміщені на товстих квітконосах, які висуваються на декілька сантиметрів чи кілька дециметрів над водною лінією. Листки дрібно розділені. Вони розташовані в кільцях з 5–7 листків і зазвичай занурені. З кінчиків листків виходять маленькі яйцеподібні міхури. Насіння зріє в дрібних коробочках.

## Середовище проживання
Вид зустрічається у східній Канаді та східній частині США, на південь до Флориди, Техасу, Мексики, Центральної Америки та Карибського басейну.
Росте на мілководді озер і ставків.

## Використання
Вид знаходиться в садівництві і торгується серед ентузіастів у невеликих масштабах. Значної комерційної торгівлі цим видом немає.